# Louise Moreau
Louise Moreau (ur. 29 stycznia 1921 w Grenoble, zm. 5 lutego 2001 w Paryżu) – francuska polityk i samorządowiec, członek ruchu oporu podczas II wojny światowej, deputowana krajowa, posłanka do Parlamentu Europejskiego I kadencji.

## Życiorys
Córka pracownika Banque de France Pierre’a-François Mont-Reynaud i Marie Pierrette z domu Lanfranchi. Podczas II wojny światowej zaangażowana w ruch oporu. W 1945 była przedstawicielką rządu tymczasowego w Stanach Zjednoczonych i na pierwszej konferencji Organizacji Narodów Zjednoczonych, zaś w 1959 była sekretarzem generalnym zgromadzenia międzyparlamentarnego Europy i Afryki. Pracowała jako dyrektor przedsiębiorstw. Działała kolejno w Centrum Demokratów Społecznych, Unii na rzecz Demokracji Francuskiej, Zgromadzeniu na rzecz Republiki. W latach 1971–1995 sprawowała funkcję mera Mandelieu-la-Napoule. W latach 1978–1986 zasiadała w Zgromadzeniu Narodowym (od 1984 do 1985 jako wiceprzewodnicząca), wykonywała mandat aż do śmierci. W 1979 wybrana ponadto do Parlamentu Europejskiego, gdzie przystąpiła do Europejskiej Partii Ludowej (Chrześcijańskich Demokratów).
Zamężna z Pierre’em Moreau, wcześnie owdowiała. Miała syna.

## Odznaczenia
Odznaczona Legią Honorową IV klasy, Krzyżem Wojennym (za lata 1939–1945) oraz Medalem Ruchu Oporu z rozetką.